# ابن الإنسان (لقب)
ابن الإنسان من الألقاب الإيمانية الهامة التي يطلقها يسوع على ذاته في الأناجيل هو لقب "ابن الإنسان"، وقد ورد هذا اللقب ثمانين مرة في الأنجيل كما ورد مرتين في سائر أسفار العهد الجديد، وأصله يعود لسفر دانيال الذي دون في القرن الثاني قبل الميلاد. فبعد أن يصف سفر دانيال ممالك العالم مشبهًا إياها بوحوش خرجت من البحر ثم مثلت بين يدي الله الذي جردها من سلطانها، يصف مجيء ابن الإنسان محاطًا بغمام السماء وله سلطانًا ومجدًا وملكًا، فجميع الشعوب والأمم والألسنة وفق السفر تعبده وسلطانه سلطان أبدي لا يزول وملكه لا ينقرض. فابن الإنسان له من السلطان والقدرة ما يفوق ميزات الماشيح ذاته والذي كان اليهود في انتظاره، كما تعرفه النسخة اليسوعية من الكتاب المقدس. وتشير النسخة اليسوعية أيضًا أن العبارة نفسها استعملت في سفري أشعياء والمزامير للدلالة على الإنسان الضعيف والفقير، وعندما يستعملها يسوع فهو يقصد أيضًا طبيعته البشرية كإنسان ضعيف، وقد أشار الباحثون في مجال الكتاب المقدس أن يسوع يستعمل هذا اللقب بشكل مخصوص لدى جداله مع الفريسيين، كما كانت عبارته الشهيرة خلال محاكمته الأولى إثر سؤال رئيس الكهنة قيافا من أنت: سترون بعد الآن ابن الإنسان جالسًا عن يمين القدير وآتيًا على غمام السماء.متى 64/26] عبارة كافية للحكم عليه بالتجديف وفق الشريعة اليهودية.